# Karl G Gustafson
Karl-Gustav Valdor Gustafson, även kallad Kåge Gustafson, ursprungligen Gustafsson, född 3 april 1936 i Karlshamn, död 19 november 2016 i Göteborg, var en svensk skådespelare.

## Biografi
Efter realexamen i hemstaden Sölvesborg fick Gustafson 1954 sin första skådespelarutbildning vid Sydscen i Malmö under ledning av Dag Westberg. Han debuterade 1955 på Lilla teatern i Lund i Tolvskillingsoperan. Åren 195–1959 vidareutbildade han sig vid Gösta Terserus teaterskola i Stockholm. Hösten 1959 var han engagerad vid Dramatens skolteater. Han antogs 1960 som elev vid Norrköpings stadsteaters elevskola, där han 1962 blev premiärelev och 1963 engagerad vid teatern. År 1964 blev han engagerad till Etienne Glasers nystartade ensemble vid Wasa Teater i Finland. 
Gustafson var 1967–1993 anställd vid Folkteatern i Göteborg, där han medverkade i ett sextiotal uppsättningar. Han har också varit verksam vid TV-teatern och är känd för sin gestaltning av lanthandlaren Ivar Ljung i Hem till byn.
Han blev 1959 teatersällskapet Stallbrödernas förste stipendiat och 1963 fick han teatersällskapet Thalias vänners stipendium. Han tilldelades Sölvesborgs stads kulturpris 1968.

## Filmografi
- 1964 – Svenska bilder
- 1971–1999 – Hem till byn (TV-serie)
- 1976 – Raskens (TV-serie)
- 1977 – Albert & Herbert (TV-serie)
- 1989 – Sparvöga (TV-serie)

## Teater

### Roller (ej komplett)
| År   | Roll                    | Produktion                                           | Regi             | Teater                           |
| ---- | ----------------------- | ---------------------------------------------------- | ---------------- | -------------------------------- |
| 1959 | En mulåsnedrivare       | Krukan Luigi Pirandello                              | Nils Olsén       | Dramaten                         |
| 1961 |                         | Miss 6 Bertil Norström och Gunnar Hoffsten           | Jackie Söderman  | Norrköping-Linköping stadsteater |
| 1961 |                         | Så tuktas en hustyrann John Fletcher                 | Lars Barringer   | Norrköping-Linköping stadsteater |
| 1962 |                         | Lek ej med kärleken Alfred de Musset                 | Ingrid Luterkort | Norrköping-Linköping stadsteater |
| 1962 | Jean Andre kommissarien | Fruar på vift Georges Feydeau                        | Lars Barringer   | Norrköping-Linköping stadsteater |
| 1962 | Gesällen                | Andorra Max Frisch                                   | Lars Barringer   | Norrköping-Linköping stadsteater |
| 1962 | Roland                  | Loppmarknad Tore Zetterholm och Olle Adolphson       | John Zacharias   | Norrköping-Linköping stadsteater |
| 1963 | Marcellus Fortinbras    | Hamlet William Shakespeare                           | Lars Barringer   | Norrköping-Linköping stadsteater |
| 1963 | Nuntien                 | Min syster och jag Ralph Benatzky                    | Jackie Söderman  | Norrköping-Linköping stadsteater |
| 1963 | Paul                    | Kvinna i morgonrock Ted Willis                       | John Zacharias   | Norrköping-Linköping stadsteater |
| 1963 | Med. dekanus            | Ett drömspel August Strindberg                       | Olof Molander    | Norrköping-Linköping stadsteater |
| 1964 | Blocher                 | Fysikerna Friedrich Dürrenmatt                       | Lars Barringer   | Norrköping-Linköping stadsteater |
| 1964 |                         | La Traviata Giuseppe Verdi och Francesco Maria Piave | Sture Ericson    | Norrköping-Linköping stadsteater |